# Alaskastroom

De Noordpacifische stroom uitgelicht die zich splitst in de Alaskastroom en de Californische stroom

De Alaskastroom is een zeestroom in het noordoosten van de Grote Oceaan. De zeestroom ligt in de Golf van Alaska en stroomt in noordwestelijke richting en buigt richting het oosten af. Ze is gesitueerd van ten noordwesten Vancouvereiland voor de Canadese kust en de kust van de Amerikaanse staat Alaska tot en met het Alaska-schiereiland.
De zeestroom ontstaat door de oostwaarts stromende Noordpacifische stroom die zich splitst in de noordwaarts gaande Alaskastroom en de zuidwaarts gaande Californische stroom. Ongeveer 60% van het water van de Noordpacifische stroom vervolgt zich als de Alaskastroom, 40% als de Californische stroom.
Het meeste water stroomt ter hoogte van de Aleoeten in noordelijke richting als de Beringhellingstroom, terwijl een ander deel langs de eilandketen stroomt als de Aleoetenstroom
De Alaskastroom is onderdeel van de Alaskagyre die ten zuidwesten ligt.
De zeestroom stroomt door de mariene ecoregio Oregon-, Washington- en Vancouverkust en Plat, de mariene ecoregio Noord-Amerikaans Pacifisch Fjordland en de mariene ecoregio Golf van Alaska.